# Arichanna olivina
Arichanna olivina là một loài bướm đêm trong họ Geometridae.